# 唐櫃台駅

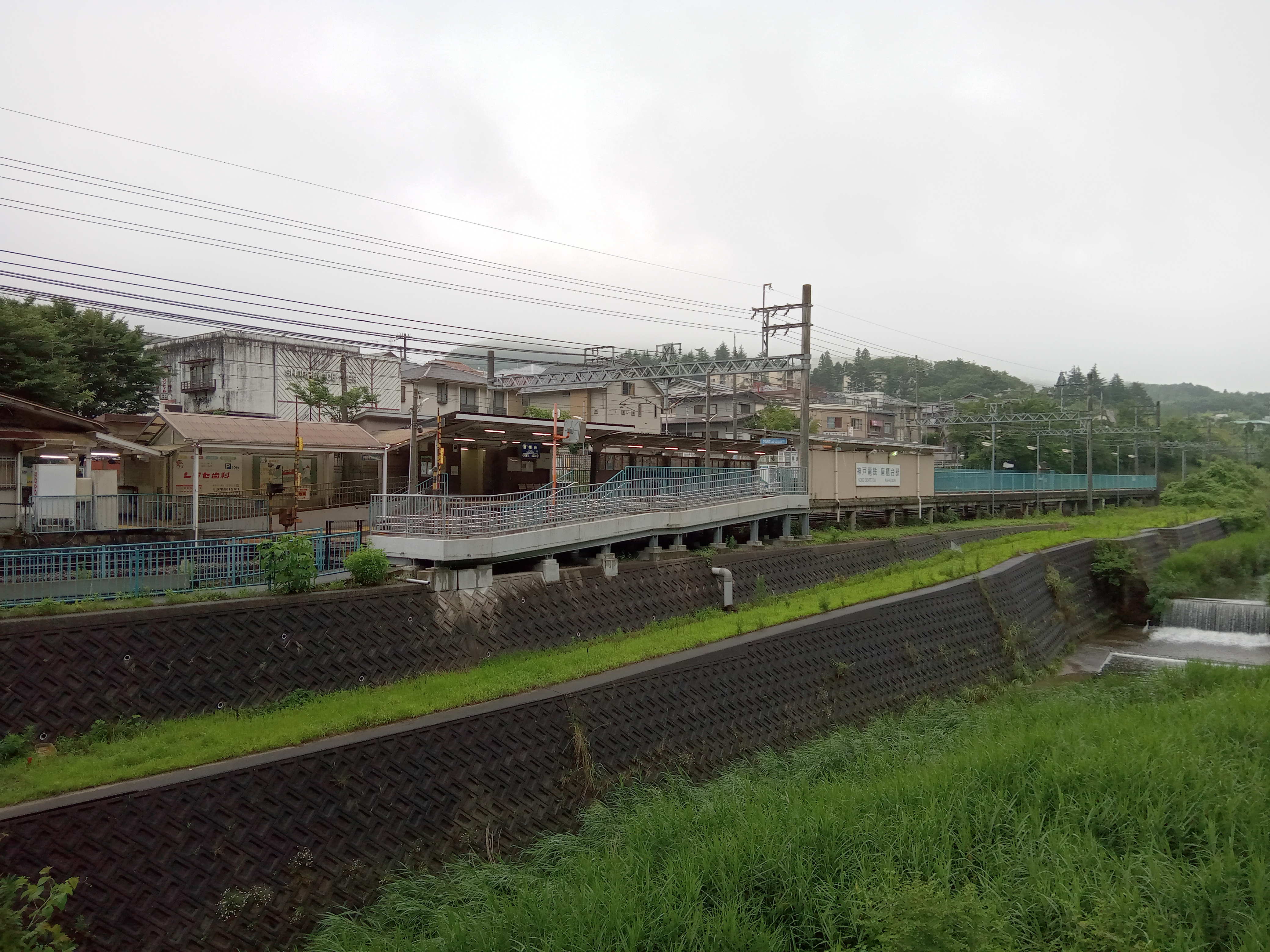
駅全景

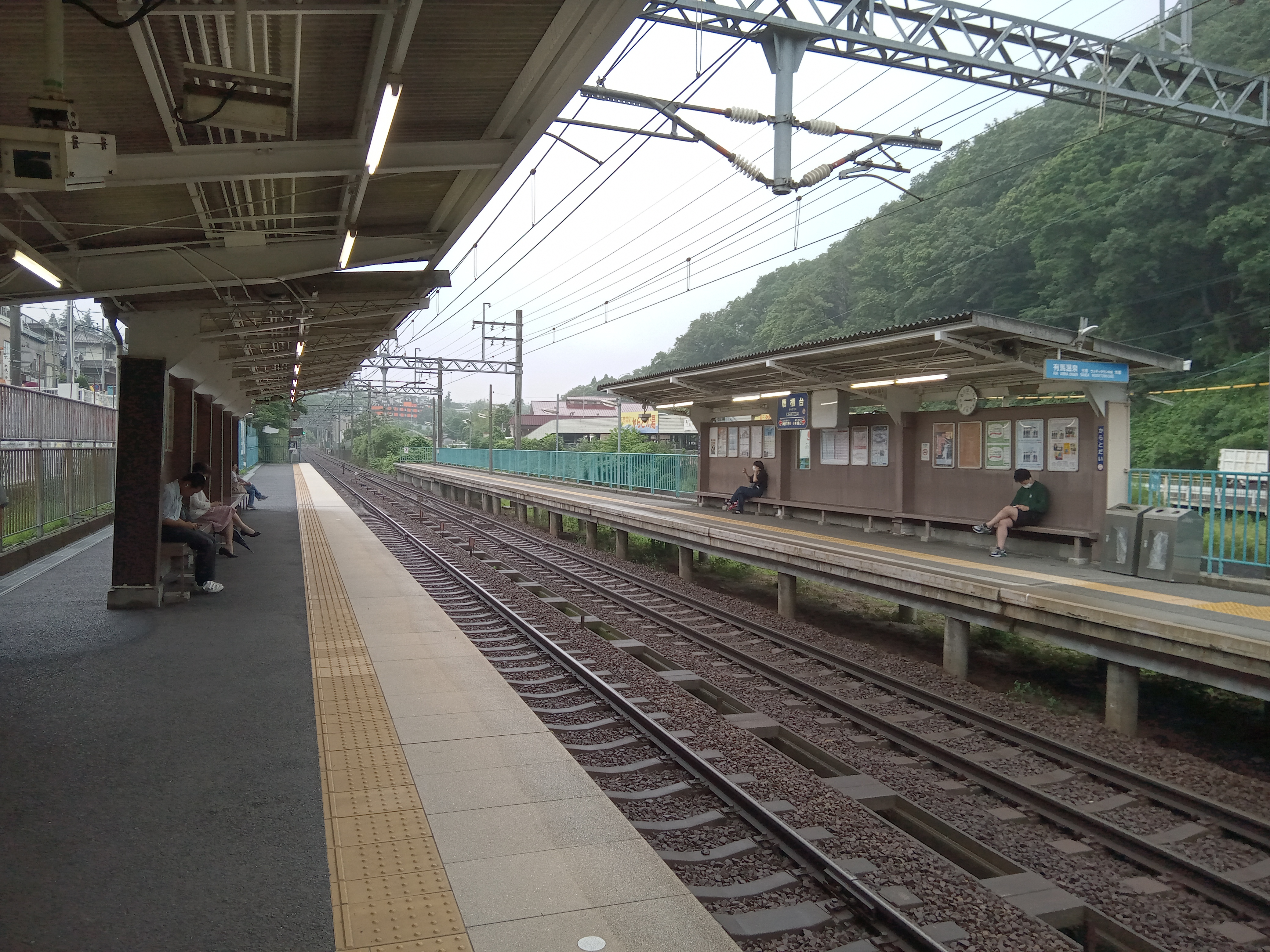
プラットホーム

唐櫃台駅（からとだいえき）は、兵庫県神戸市北区唐櫃台二丁目にある、神戸電鉄有馬線の駅。駅番号はKB14。標高309 m。

## 歴史
- 1966年（昭和41年）7月1日：有馬線の六甲登山口（現・神鉄六甲） - 有馬口に新設開業[3]。

## 駅構造
相対式2面2線のホームを持つ地平駅。駅舎は上りホーム側有馬口寄りにあり、下りホームへは構内踏切で連絡している。
沿線光ネットワークに接続された駅務遠隔システムが導入されている。

### のりば
| ホーム | 路線   | 方向 | 行先               |
| ------ | ------ | ---- | ------------------ |
| 反対側 | 有馬線 | 下り | 有馬温泉・三田方面 |
| 駅舎側 | 有馬線 | 上り | 新開地方面         |

※のりば番号は設定されていない。

## ダイヤ
上下とも毎時4本が発車する。大部分が三田線との直通で、有馬温泉行は朝と夕方のみ運行。

## 利用状況
近年の1日平均乗車人員は下表のとおりである。
| 年度               | 1日平均 乗車人員 |
| ------------------ | ---------------- |
| 2007年（平成19年） | 1,822            |
| 2008年（平成20年） | 1,808            |
| 2009年（平成21年） | 1,792            |
| 2010年（平成22年） | 1,759            |
| 2011年（平成23年） | 1,727            |
| 2012年（平成24年） | 1,699            |
| 2013年（平成25年） | 1,701            |
| 2014年（平成26年） | 1,657            |
| 2015年（平成27年） | 1,639            |
| 2016年（平成28年） | 1,586            |
| 2017年（平成29年） | 1,586            |
| 2018年（平成30年） | 1,556            |
| 2019年（令和元年） | 1,489            |
| 2020年（令和02年） | 1,332            |
| 2021年（令和03年） | 1,312            |
| 2022年（令和04年） | 1,293            |

## 駅周辺

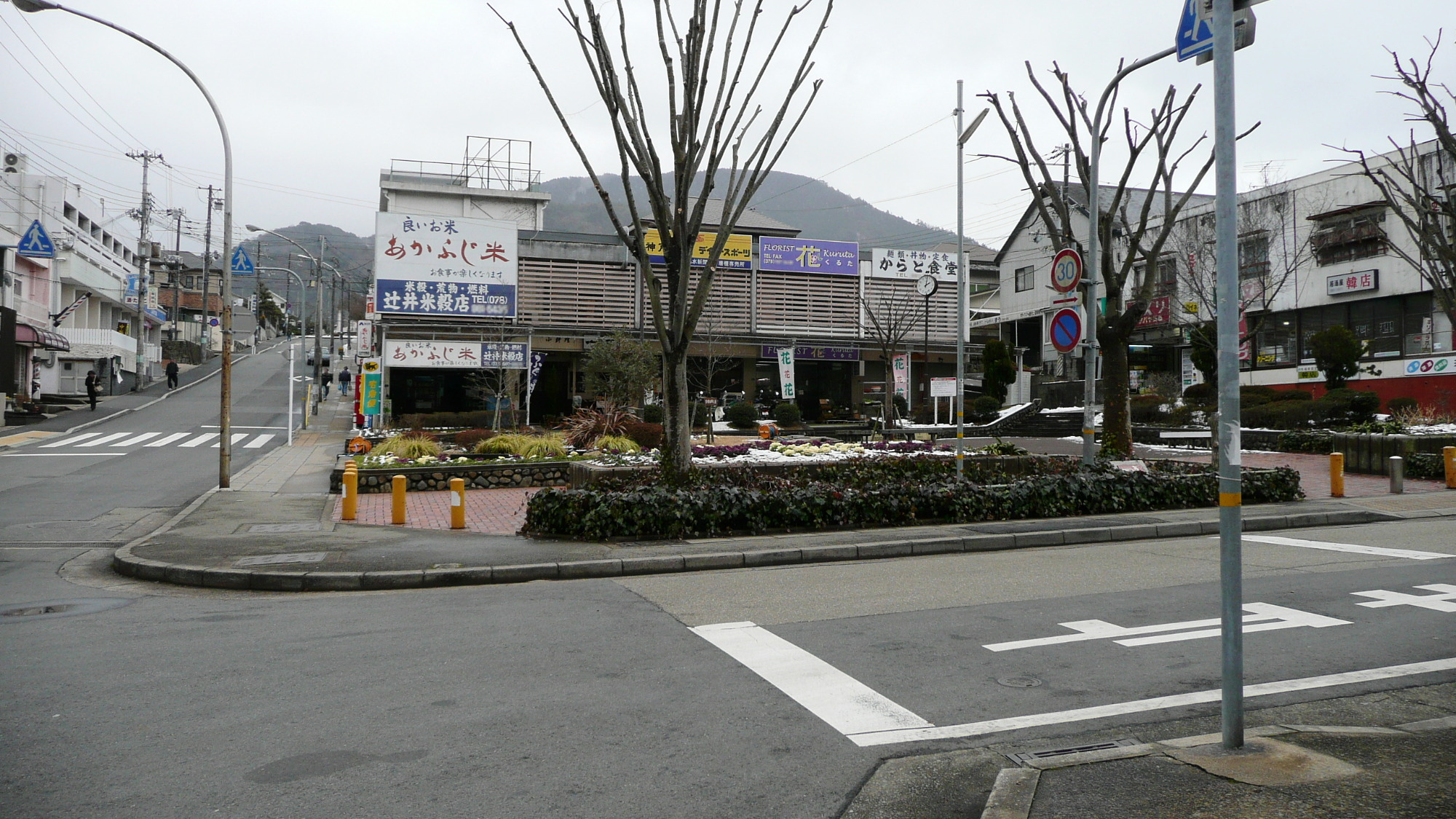
駅前風景

周辺は神戸市の開発した住宅街である。
- 兵庫県道15号神戸三田線（有馬街道）
- 六甲の恵み からとの湯
- コープからと
- 神戸唐櫃郵便局
- 六甲有料道路
- 六甲北有料道路
- 兵庫県立神戸北高等学校
- 神鉄バス本社・唐櫃営業所
- 阪急バス唐櫃営業所
- 唐櫃台駅前公園

## 隣の駅
神戸電鉄
■有馬線
■特快速
通過
■急行
大池駅 (KB12) - 唐櫃台駅 (KB14) - 有馬口駅 (KB15)
■準急・■普通
神鉄六甲駅 (KB13) - 唐櫃台駅 (KB14) - 有馬口駅 (KB15)